# سیارک ۲۵۴۷۹
سیارک ۲۵۴۷۹ (به انگلیسی: 25479 Ericshyu، نامگذاری:1999XD54) بیست و پنج هزار و چهارصد و هفتاد و نهمین سیارک کشف شده‌است که در ۷ دسامبر ۱۹۹۹ کشف شد.
قدر مطلق سیارک برابر ۱۲.۹ است.